# سوسة الرز
سوسة الرز أو سوسة الأرز (الاسم العلمي:Sitophilus oryzae) (بالإنجليزية: rice weevil)‏ هي نوع من الحشرات يتبع جنس سوسة الحبوب من الفصيلة السوسية الحقيقية.